# 유개 (백예)
유개(劉愷, ? ~ 124년)는 후한 중기의 황족이자 관료로, 자는 백예(伯豫)이며 팽성군 사람이다. 전한 선제의 손자 초사왕 유연의 후손이자, 종정 유반의 아들이다.

## 생애
영초 6년(112년) 4월, 태상으로 재직중이다가 장민의 뒤를 이어 사공에 임명되었다.
원초 2년(115년) 12월, 하근의 뒤를 이어 사도에 임명되었고, 영녕 원년(120년) 면직되었다.
이후 태위로 복직하였다가 병으로 은퇴하였고, 안제는 하남윤에 상응하는 녹봉을 내려주었다.
한 해 남짓 지나, 숨을 거두었다. 안제는 조서를 내려 사자로 하여금 장례를 돕게 하였고, 동원(東園)의 기물과 50만 전·베 1,000필을 하사하였다.